# Atalaia do Campo
Atalaia do Campo is een plaats (freguesia) in de Portugese gemeente Fundão en telt 645 inwoners (2001).